# Jane Weir
Jane Weir, également connue sous le nom Jean Weir, née vers 1610 à Clydesdale et morte le 12 avril 1670 à Édimbourg, est une femme britannique inculpée et exécutée pour inceste et sorcellerie en 1670.

## Biographie
Jane Weir est née près de Carluke dans le Lanarkshire. Elle est  la sœur du major Thomas Weir, un protestant strict dont les prières et discours lui ont valu une réputation grandissante en Écosse. Les visiteurs sont nombreux à se présenter chez lui à Édimbourg. Après sa retraite en 1670, Thomas Weir tombe malade. Il cherche à se repentir et avoue une vie secrète faite de crimes et de vices. 
L'acte fondateur contre la sorcellerie en Écosse est en vigueur entre 1563 et 1736, période pendant laquelle Jane Weir est accusée de pratiquer la sorcellerie, et de commettre l'inceste avec son frère, qui était alors considéré comme un dieu des sorcières. Le diable serait apparu à Jane Weir sous l'apparence d'une femme semblable en taille. Elle et son frère auraient été enlevés à plusieurs reprises par des entités étranges. Thomas Weir relate également les relations sexuelles que lui et sa sœur ont entretenu avec des démons et des fées, à qui ils ont dûment vendu leurs âmes immortelles. 
Parce que les accusés étaient des piliers de l'église presbytérienne d'Édimbourg, leurs confessions ont été traitées avec scepticisme. Le Lord Provost, représentant de l'autorité municipale dans les principales villes d'Écosse, réfute dans un premier temps ces aveux invraisemblables. Thomas Weir et sa sœur célibataire, Jane Weir, sont finalement emmenés au Old Tolbooth d'Édimbourg pour interrogatoire en avril 1670,,.
Le procès débute le 9 avril 1670. Jane Weir et son frère semblent avoir librement avoué leur dévotion à la sorcellerie et leur refus de se rétracter. Le duo est alors assimilé à des adeptes de la religion maintenant appelée Wicca, ce qui suggère que les rituels des doctrines anciennes se sont poursuivis malgré la persécution généralisée.
Jane Weir est pendue et brûlée sur le bûcher de Grass Market, le 12 avril 1670, soit le lendemain de la mort de son frère. 

## Hommages
Entre 1974 et 1979, l'artiste américaine Judy Chicago  rend hommage à 1038 personnalités féminines à travers son œuvre majeure The Dinner Party. Jane Weir fait partie de cet hommage.